# The Reflection of Power
Pour plus de détails, voir Fiche technique et Distribution.
The Reflection of Power est un film d'animation franco-roumain de court métrage réalisé par Mihai Grecu et sorti en 2015.

## Synopsis
Dans la capitale la plus secrète du monde la foule assiste à un spectacle alors qu'une catastrophe menace d'anéantir la ville...

## Fiche technique
- Titre : The Reflection of Power
- Réalisation : Mihai Grecu
- Scénario : Mihai Grecu
- Animateur :
- Montage : Clément Diard, Mihai Grecu et Momoko Seto
- Musique : Yann Leguay et Mihai Grecu
- Producteur : Nicolas Anthomé
- Production : bathysphere Productions
- Pays d'origine :  France et  Roumanie
- Durée : 9 minutes 11
- Dates de sortie :
  -  France : 
    - 14 juin 2015 Festival du film de Pantin)
    - 13 juin 2016 (Festival international du film d'animation d'Annecy)

## Distinctions
Il remporte la mention du jury pour un court métrage à l'édition 2016 du festival international du film d'animation d'Annecy.
En compétition Labo du Festival international du court métrage de Clermont-Ferrand 2016 il remporte une mention spéciale du Jury